# パンドラ御殿
パンドラ御殿（パンドラごてん）は、かつてテレビ埼玉で放送されたお色気バラエティ番組である。

## 概要
テレビ埼玉の伝説的深夜番組『艶々ナイト』の打ち切りを受けて、大川興業総裁・大川豊をメインに据えたバラエティ番組。
最初は視聴者への逆電や売れない芸人の紹介等、エロ度を抑えていた。AV女優の川内梨帆らをレギュラーに迎えてから徐々にエロ度を上げてたものの、ある時に大川曰く『教育委員会からの横槍が入った』との事でレギュラーAV女優陣は木下優等グラビアアイドルに差し替えられ一気にエロ要素は排除された。
後期はコンタキンテ、寺田体育の日、フランキー為谷の3人が街角の変わった人や物を家庭用のビデオカメラで取材し総裁に報告するコーナーがメインとなった。またスタジオも確保できず、大川興業の稽古場を使っての収録となった。
具体的には「秘宝館」や『探偵!ナイトスクープ』でいうところの「パラダイス」（寺田が取材）、へらちょんぺなどのマイナー芸人の紹介（コンタキンテが取材）、街角で見かけた「電波系」な人物の紹介（為谷が取材）があった。
その取材のネタとなる情報提供を番組で呼び掛けるが、手紙が6通しか来ず総裁はしばらくこのことをネタにした。その後に10通を超える投書が来たもののよく見てみれば同一人物の投書ということもあった。
打ち切り前の3か月は大川興業の稽古場でも収録ができず（予算の問題や技術スタッフの確保ができなかったため）、総裁とサブカル系文化人との対談をメインにし間に従来のビデオ取材コーナーを挟む構成となった。収録は対談相手の事務所や店舗などが使われた。

## 出演者
司会
- 大川豊（大川興業）

レギュラー
- 男同志（江頭2:50、コンタキンテ）
- ふうりんかざん（寺田体育の日、フランキー為谷）
- キック松本
- 川内梨帆
- 木下優
- 内原茂樹（あかひげ薬局コーナー）

## エンディングテーマ
- お金がない（井上慎二郎）